# فهرست مربیان برنده لیگ فوتبال ایران

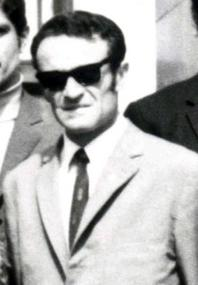
زدراکو رایکوف مربی برنده ۱۳۴۹ و ۱۳۵۳

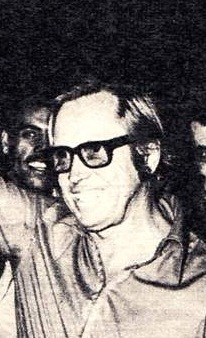
آلن راجرز نخستین مربی بدون باخت تاریخ لیگ ایران و مربی برنده ۱۳۵۰ و ۱۳۵۲

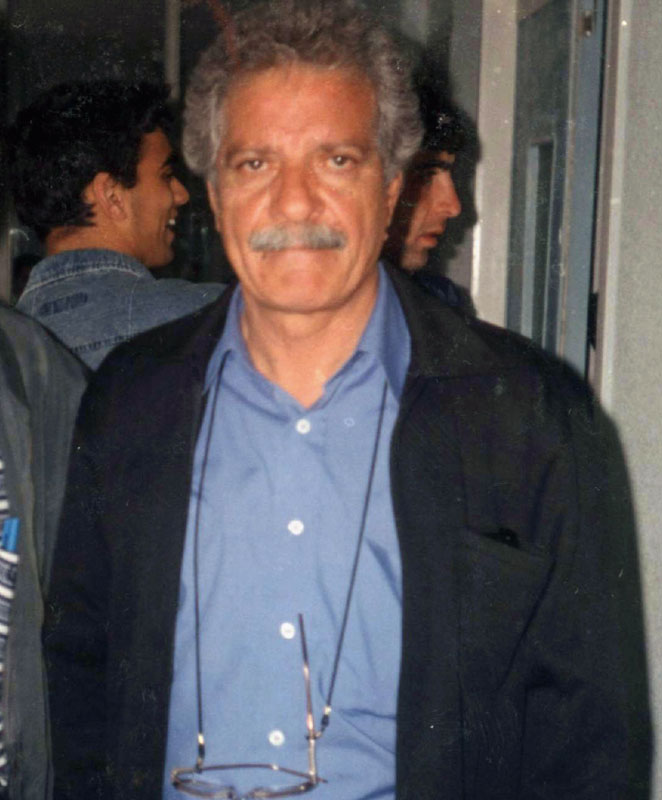
منصور پورحیدری مربی برنده ۶۹–۱۳۶۸ و ۸۰–۱۳۷۹

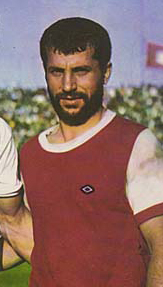
علی پروین مربی برنده ۷۸–۱۳۷۷، ۷۹–۱۳۷۸ و ۸۱–۱۳۸۰

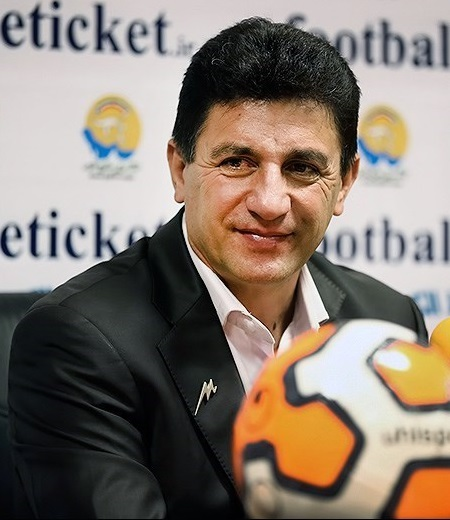
امیر قلعه‌نویی مربی برنده ۸۵–۱۳۸۴، ۸۸–۱۳۸۷، ۸۹–۱۳۸۸، ۹۰–۱۳۸۹ و ۹۲–۱۳۹۱

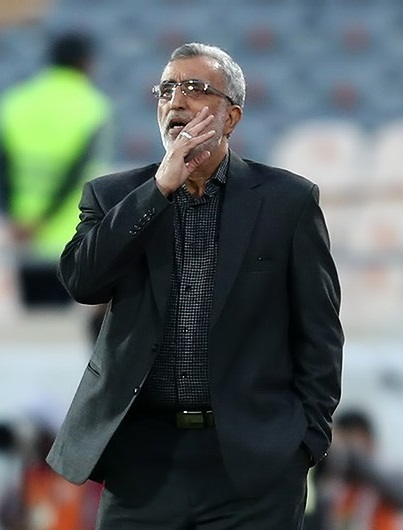
حسین فرکی مربی برنده ۹۳–۱۳۹۲ و ۹۴–۱۳۹۳

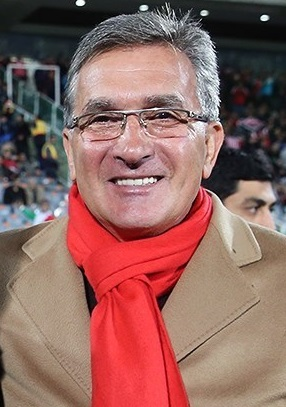
برانکو ایوانکوویچ مربی برنده ۹۶–۱۳۹۵ ,۹۷–۱۳۹۶ و ۹۸–۱۳۹۷

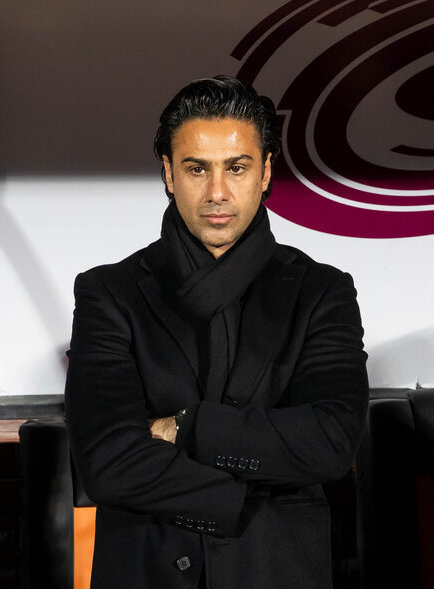
فرهاد مجیدی، برنده لیگ برتر فوتبال ایران (در فصل ۰۱–۱۴۰۰)

فهرست مربیان برنده لیگ فوتبال ایران آمار مربیانی را که در تاریخ مسابقات لیگ فوتبال ایران به مقام قهرمانی دست یافته‌اند را در بردارد.

## مربیان برنده بر پایه فصل
| #  | مسابقات           | فصل       | ملیت                             | مربی قهرمان        | باشگاه          |
| -- | ----------------- | --------- | -------------------------------- | ------------------ | --------------- |
| ۱  | جام منطقه‌ای       | ۱۳۴۹      | جمهوری فدرال سوسیالیستی یوگسلاوی | زدراکو رایکوف      | تاج             |
| ۲  | جام منطقه‌ای       | ۱۳۵۰      | انگلستان                         | آلن راجرز          | پرسپولیس        |
| ۳  | جام تخت جمشید     | ۱۳۵۲      | انگلستان                         | آلن راجرز          | پرسپولیس        |
| ۴  | جام تخت جمشید     | ۱۳۵۳      | جمهوری فدرال سوسیالیستی یوگسلاوی | زدراکو رایکوف      | تاج             |
| ۵  | جام تخت جمشید     | ۱۳۵۴      | ایران                            | بیوک وطنخواه       | پرسپولیس        |
| ۶  | جام تخت جمشید     | ۱۳۵۵      | ایران                            | حسن حبیبی          | پاس تهران       |
| ۷  | جام تخت جمشید     | ۱۳۵۶      | ایران                            | حسن حبیبی          | پاس تهران       |
| ۸  | جام قدس           | ۶۹–۱۳۶۸   | ایران                            | منصور پورحیدری     | استقلال         |
| ۹  | جام آزادگان       | ۱۳۷۰      | ایران                            | فیروز کریمی        | پاس تهران       |
| ۱۰ | جام آزادگان       | ۱۳۷۱      | ایران                            | فیروز کریمی        | پاس تهران       |
| ۱۱ | جام آزادگان       | ۱۳۷۲      | ایران                            | بیژن ذوالفقارنسب   | سایپا           |
| ۱۲ | جام آزادگان       | ۱۳۷۳      | ایران                            | بیژن ذوالفقارنسب   | سایپا           |
| ۱۳ | جام آزادگان       | ۱۳۷۴      | کرواسی                           | استانکو پوکله‌پوویچ | پرسپولیس        |
| ۱۴ | جام آزادگان       | ۱۳۷۵      | کرواسی                           | استانکو پوکله‌پوویچ | پرسپولیس        |
| ۱۵ | جام آزادگان       | ۱۳۷۶      | ایران                            | ناصر حجازی         | استقلال         |
| ۱۶ | جام آزادگان       | ۷۸–۱۳۷۷   | ایران                            | علی پروین          | پرسپولیس        |
| ۱۷ | جام آزادگان       | ۷۹–۱۳۷۸   | ایران                            | علی پروین          | پرسپولیس        |
| ۱۹ | جام آزادگان       | ۸۰–۱۳۷۹   | ایران                            | منصور پورحیدری     | استقلال         |
| ۱۹ | لیگ برتر خلیج‌فارس | ۸۱–۱۳۸۰   | ایران                            | علی پروین          | پرسپولیس        |
| ۲۰ | لیگ برتر خلیج‌فارس | ۸۲–۱۳۸۱   | ایران                            | فرهاد کاظمی        | سپاهان          |
| ۲۱ | لیگ برتر خلیج‌فارس | ۸۳–۱۳۸۲   | ایران                            | مجید جلالی         | پاس تهران       |
| ۲۲ | لیگ برتر خلیج‌فارس | ۸۴–۱۳۸۳   | کرواسی                           | ملادن فرانچیچ      | فولاد           |
| ۲۳ | لیگ برتر خلیج‌فارس | ۸۵–۱۳۸۴   | ایران                            | امیر قلعه‌نویی      | استقلال         |
| ۲۴ | لیگ برتر خلیج‌فارس | ۸۶–۱۳۸۵   | ایران                            | علی دایی           | سایپا           |
| ۲۵ | لیگ برتر خلیج‌فارس | ۸۷–۱۳۸۶   | ایران · آمریکا                   | افشین قطبی         | پرسپولیس        |
| ۲۶ | لیگ برتر خلیج‌فارس | ۸۸–۱۳۸۷   | ایران                            | امیر قلعه‌نویی      | استقلال         |
| ۲۷ | لیگ برتر خلیج‌فارس | ۸۹–۱۳۸۸   | ایران                            | امیر قلعه‌نویی      | سپاهان          |
| ۲۸ | لیگ برتر خلیج‌فارس | ۹۰–۱۳۸۹   | ایران                            | امیر قلعه‌نویی      | سپاهان          |
| ۲۹ | لیگ برتر خلیج‌فارس | ۹۱–۱۳۹۰   | کرواسی                           | زلاتکو کرانچار     | سپاهان          |
| ۳۰ | لیگ برتر خلیج‌فارس | ۹۲–۱۳۹۱   | ایران                            | امیر قلعه‌نویی      | استقلال         |
| ۳۱ | لیگ برتر خلیج‌فارس | ۹۳–۱۳۹۲   | ایران                            | حسین فرکی          | فولاد           |
| ۳۲ | لیگ برتر خلیج‌فارس | ۹۴–۱۳۹۳   | ایران                            | حسین فرکی          | سپاهان          |
| ۳۳ | لیگ برتر خلیج‌فارس | ۹۵–۱۳۹۴   | ایران                            | عبدالله ویسی       | استقلال خوزستان |
| ۳۴ | لیگ برتر خلیج‌فارس | ۹۶–۱۳۹۵   | کرواسی                           | برانکو ایوانکوویچ  | پرسپولیس        |
| ۳۵ | لیگ برتر خلیج‌فارس | ۹۷–۱۳۹۶   | کرواسی                           | برانکو ایوانکوویچ  | پرسپولیس        |
| ۳۶ | لیگ برتر خلیج‌فارس | ۹۸–۱۳۹۷   | کرواسی                           | برانکو ایوانکوویچ  | پرسپولیس        |
| ۳۷ | لیگ برتر خلیج‌فارس | ۹۹–۱۳۹۸   | ایران                            | یحیی گل‌محمدی       | پرسپولیس        |
| ۳۸ | لیگ برتر خلیج‌فارس | ۱۴۰۰–۱۳۹۹ | ایران                            | یحیی گل‌محمدی       | پرسپولیس        |
| ۳۹ | لیگ برتر خلیج‌فارس | ۰۱–۱۴۰۰   | ایران                            | فرهاد مجیدی        | استقلال تهران   |
| ۴۰ | لیگ برتر خلیج‌فارس | ۰۲–۱۴۰۱   | ایران                            | یحیی گل‌محمدی       | پرسپولیس        |
| ۴۱ | لیگ برتر خلیج‌فارس | ۰۳–۱۴۰۲   | برزیل                            | اوسمار ویرا        | پرسپولیس        |
| ۴۲ | لیگ برتر خلیج‌فارس | ۰۴–۱۴۰۳   | کرواسی                           | دراگان اسکوچیچ     | تراکتور         |

## مربیان برنده
۲۴ مربی مختلف موفق به کسب عنوان قهرمانی در مسابقات لیگ فوتبال ایران شده‌اند.
| ملیت                             | مربی               | قهرمانی | باشگاه‌های قهرمان        |
| -------------------------------- | ------------------ | ------- | ----------------------- |
| ایران                            | امیر قلعه‌نویی      | ۵       | استقلال (۳)، سپاهان (۲) |
| ایران                            | علی پروین          | ۳       | پرسپولیس                |
| کرواسی                           | برانکو ایوانکوویچ  | ۳       | پرسپولیس                |
| ایران                            | یحیی گل‌محمدی       | ۳       | پرسپولیس                |
| انگلستان                         | آلن راجرز          | ۲       | پرسپولیس                |
| جمهوری فدرال سوسیالیستی یوگسلاوی | زدراکو رایکوف      | ۲       | تاج                     |
| ایران                            | حسن حبییی          | ۲       | پاس تهران               |
| ایران                            | فیروز کریمی        | ۲       | پاس تهران               |
| ایران                            | بیژن ذوالفقارنسب   | ۲       | سایپا                   |
| کرواسی                           | استانکو پوکله‌پوویچ | ۲       | پرسپولیس                |
| ایران                            | منصور پورحیدری     | ۲       | استقلال                 |
| ایران                            | حسین فرکی          | ۲       | فولاد، سپاهان           |
| ایران                            | بیوک وطنخواه       | ۱       | پرسپولیس                |
| ایران                            | ناصر حجازی         | ۱       | استقلال                 |
| ایران                            | فرهاد کاظمی        | ۱       | سپاهان                  |
| ایران                            | مجید جلالی         | ۱       | پاس تهران               |
| کرواسی                           | ملادن فرانچیچ      | ۱       | فولاد                   |
| ایران                            | علی دایی           | ۱       | سایپا                   |
| ایران · آمریکا                   | افشین قطبی         | ۱       | پرسپولیس                |
| کرواسی                           | زلاتکو کرانچار     | ۱       | سپاهان                  |
| ایران                            | عبدالله ویسی       | ۱       | استقلال خوزستان         |
| ایران                            | فرهاد مجیدی        | ۱       | استقلال                 |
| برزیل                            | اوسمار ویرا        | ۱       | پرسپولیس                |
| کرواسی                           | دراگان اسکوچیچ     | ۱       | تراکتور                 |

### بر پایه کشور
| کشور     | قهرمانی |
| -------- | ------- |
| ایران    | ٢۹      |
| کرواسی   | ۸       |
| یوگسلاوی | ۲       |
| انگلیس   | ۲       |
| برزیل    | ۱       |